# HD 108147
HD 108147 ist ein gelber Zwerg im Sternbild „Kreuz des Südens“, in unmittelbarer Nähe des Hauptsternes Acrux.
Er ist etwas massereicher und heller und auch deutlich jünger als die Sonne, ihr aber sonst ähnlich. HD 108147 ist aufgrund seiner Entfernung zu lichtschwach, um mit dem bloßen Auge erkennbar zu sein. Er besitzt mindestens einen Exoplaneten, HD 108147 b, von dem er in einer Entfernung von rund 0,1 Astronomischen Einheiten alle 10,9 Tage umkreist wird. Die Mindestmasse des Begleiters beträgt etwa 0,3 Jupitermassen. Seine Entdeckung gelang Mayor et al. mit Hilfe der Radialgeschwindigkeitsmethode und wurde im Jahr 2002 publiziert.
Im Jahr 2019 vergab die IAU dem Stern den Eigennamen Tupã und dem Exoplaneten den Eigennamen Tumearandu. 